# Eupithecia coaequalis
Eupithecia coaequalis är en fjärilsart som beskrevs av Antonius Johannes Theodorus Janse 1933. Eupithecia coaequalis ingår i släktet Eupithecia och familjen mätare. Inga underarter finns listade i Catalogue of Life.